# 2476 Andersen
2476 Andersen eller 1976 JF2 är en asteroid i huvudbältet som upptäcktes den 2 maj 1976 av den rysk-sovjetiske astronomen Nikolaj Tjernych vid Krims astrofysiska observatorium på Krim. Den har fått sitt namn efter den danske författaren H.C. Andersen.
Asteroiden har en diameter på ungefär 20 kilometer och den tillhör asteroidgruppen Eos.